# Teànguela
Teànguela (en llatí Theangela, en grec antic Θεάγγελα) era una ciutat de l'antiga Cària.
Després de la conquesta de Cària per Alexandre el Gran, va sotmetre la ciutat i la va posar sota la jurisdicció d'Halicarnàs. Hi va néixer Filip de Theangela, historiador de Cària. La ciutat va formar part de la Lliga de Delos.